# 北茨城郵便局
北茨城郵便局（きたいばらきゆうびんきょく）は茨城県北茨城市にある郵便局。民営化前の分類では集配普通郵便局であった。

## 概要
住所：〒319-1599 茨城県北茨城市磯原町磯原1-120
民営化直前の集配業務再編において、多くの集配普通郵便局は統括センターとなったが、当局は配達センターとされたため、民営化後も郵便事業株式会社の支店は併設されず、集配センターが併設された。

## 沿革
- 1874年（明治7年）12月17日 - 足洗（あしあらい）郵便取扱所として開設[1]。
- 1875年（明治8年）1月1日 - 足洗郵便局（五等）となる。
- 1885年（明治18年）10月1日 - 貯金取扱を開始。
- 1898年（明治31年）10月16日 - 磯原（いそはら）郵便局に改称。
- 1899年（明治32年）11月1日 - 為替取扱を開始。
- 1960年（昭和35年）3月30日 - 南中郷郵便局、大塚郵便局、華川郵便局[2]から電話交換事務の取扱を移管[3]。
- 1968年（昭和43年）5月21日 - 電話交換および和文電報配達業務を北茨城電報電話局に移管。
- 1969年（昭和44年）4月7日 - 特定郵便局から普通郵便局に局別改定するとともに、北茨城郵便局に改称。同日、南中郷郵便局から集配業務を移管。
- 1987年（昭和62年）3月23日 - 華川郵便局[2]から集配業務を移管。
- 1992年（平成4年）6月28日 - 北茨城中郷郵便局の廃止に伴い、取扱事務を承継。
- 2000年（平成12年）8月14日 - 外国通貨の両替および旅行小切手の売買に関する業務取扱を開始。
- 2003年（平成15年）1月6日 - 北茨城中郷簡易郵便局の一時閉鎖[4]に伴い、取扱事務を承継。
- 2007年（平成19年）10月1日 - 民営化に伴い、併設された郵便事業日立支店北茨城集配センターに一部業務を移管。
- 2012年（平成24年）10月1日 - 日本郵便株式会社発足に伴い、郵便事業日立支店北茨城集配センターを北茨城郵便局に統合。

## 取扱内容
- 郵便、印紙、ゆうパック、内容証明
- 貯金、為替、振替、振込、国際送金、国債、投資信託
- 生命保険、バイク自賠責保険、自動車保険
- ゆうちょ銀行ATM
- 北茨城市内の一部地域の集配業務

## 周辺
- 茨城県立磯原郷英高等学校
- 北茨城市立精華小学校
- 磯原工業団地
- 国道6号
- 大北川

## アクセス
- JR常磐線 磯原駅（西口）から北西へ約700m（徒歩約8分）
- 日立電鉄バス 北茨城郵便局前停留所下車
- 常磐自動車道 北茨城ICから南東へ約1.5km
- 駐車場あり：20台